# Конструкція книги
Конструкція книги (інколи, книжковий дизайн, конструювання книги) — це мистецтво об'єднання змісту, стилю, формату, дизайну та послідовності різних компонентів і елементів книги в єдине ціле. За словами відомого типографа Яна Чихольда (1902—1974), книжковий дизайн, «хоч сьогодні про нього майже забули, опирається на методи та правила, які неможливо покращити, і які розвивалися століттями. Для створення ідеальних книг, ці правила потрібно повернути до життя та застосувати». Річард Гендел описує книжковий дизайн як «таємничу тему» та посилається на потребу в контексті, щоб зрозуміти, що це означає.

## Елементи конструкції книги

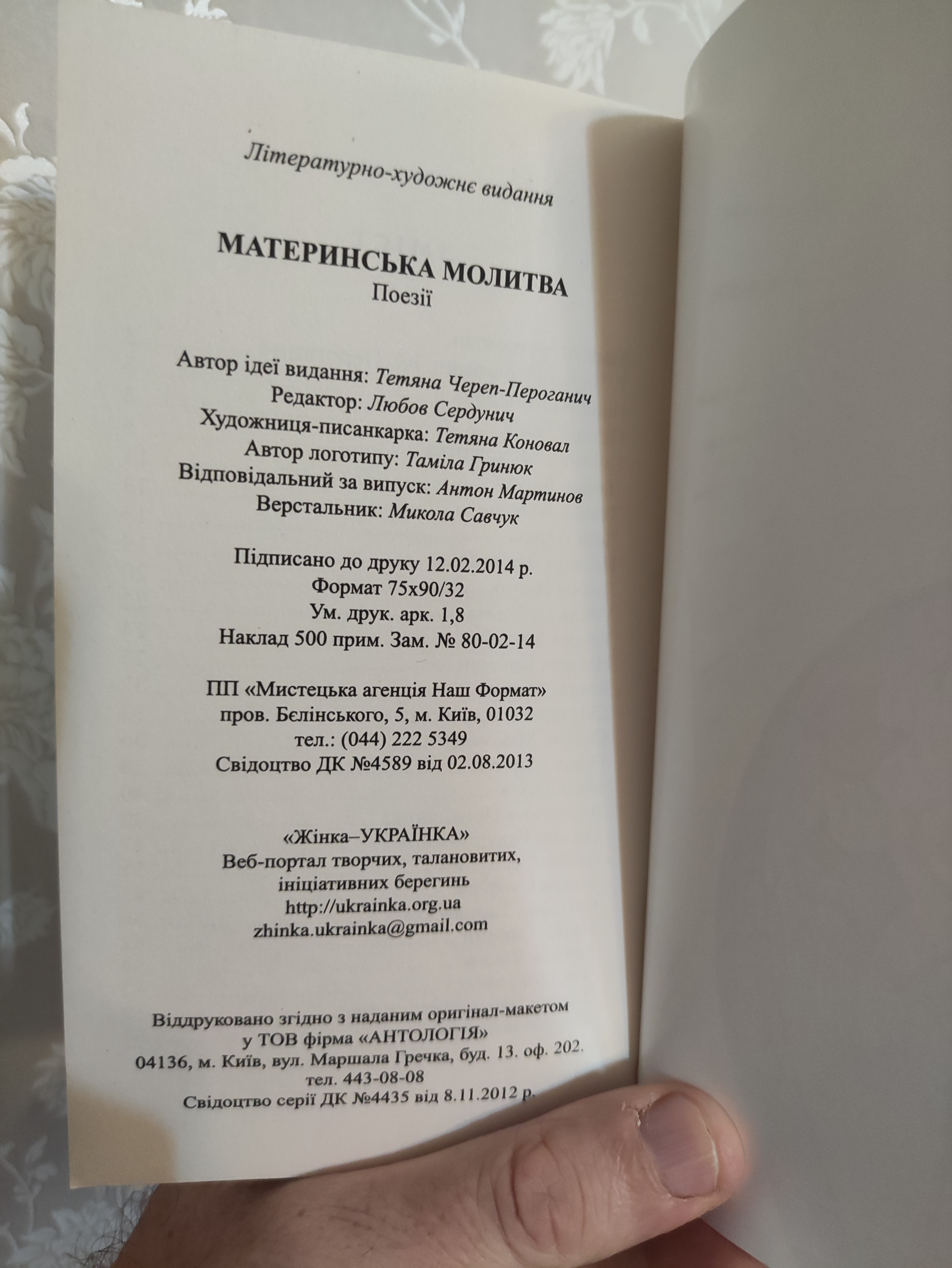
Нахзац книги Материнська молитва — українки героям Майдану

Книжковий блок складається із зошитів, які підібрані в порядку нумерації сторінок, скріплені між собою в корінці і обрізані з трьох сторін.
Корінець — край блока книги, де скріплено всі елементи видання.
Форзац — елемент книги у вигляді однозгинного аркуша, одну сторону якого приклеєно до передньої внутрішньої сторони книжкової оправи, а другу — до першої сторінки книжкового блока.
Нахзац — (нім. Nachsatz) — задній форзац, елемент конструкції палітурки книги у вигляді однозгинного листа щільного паперу або конструкції з двох аркушів, з'єднаних смужкою тканини, скріплює книжковий блок із задньою стороною палітурної кришки. Як правило, не відрізняється від форзаца. У такому випадку говорять просто про форзац. На нахзаці часто поміщають службові позначки: штампи магазинів, ціни і т. ін.
Обкладинка (книжкова оправа) — паперова оправа видання, яка оберігає його сторінки від пошкодження і забруднення. Один із підвидів обкладинки палітурка — тверда оправа книги, яка має дві боковини (передню й задню) й корінцеву частину, які скріплено між собою палітурним матеріалом.
Зошити — сфальцьовані аркуші паперу, що містять 4, 8, 12, 16 або 32 сторінки й підібрані в порядку нумерації сторінок, створюючи тим самим книжковий блок.
Смуга (полоса) — задрукована площа сторінки будь-якого видання.
Береги (поля) сторінки — незадруковані ділянки сторінки навколо смуги. Кожна сторінка має 4 береги: верхній (у головці), нижній, зовнішній (передній) і внутрішній (корінцевий).
Колонцифра — порядковий номер сторінки видання.
Титул — перша сторінка книжки, на якій розміщують основні бібліографічні дані видання: прізвище автора, назва, назва видавництва, місце й рік випуску.
Шмуцтитул — окрема сторінка, де поміщають заголовок частини, розділу чи глави книги, а деколи окремих творів, які входять до збірника.
Вклейка — окремий відбиток ілюстраційного матеріалу, який вклеюють між певними сторінками видання. Зазвичай, вклейки друкують на папері вищої якості, інколи навіть іншим способом друку, ніж основний текст.
Суперобкладинка — паперова додаткова сторінка, яку накидають на обкладинку для захисту її від пошкодження і забруднення. Є елементом зовнішньої оздоби видання, може виконувати інформаційну функцію.
Накидка — це дробова частина аркуша або ілюстрації, яку накидають на зошит.
Приклейка — це дробова частина аркуша або ілюстрації, що приклеюють до зовнішньої частини зошита.
Паспарту — це аркуш щільного паперу або тонкого картону, на який наклеюють ілюстраційний матеріал.
Плюр — це тонкий прозорий папір, призначений для захисту ілюстрації від механічних пошкоджень.